# Balabəy Ağayev

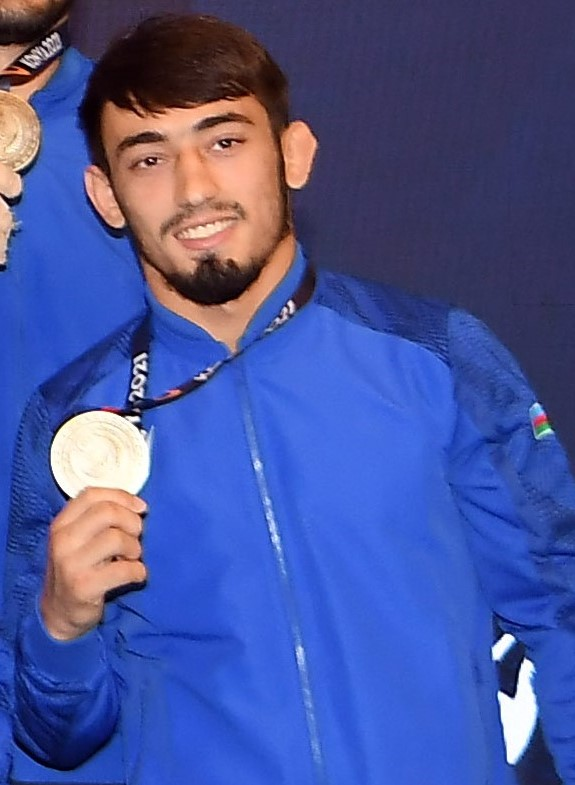
Balabəy Ağayev (2021)

Balabəy Azər oğlu Ağayev, englische Transkription Balabay Aghayev, (* 30. September 1998 in Baku) ist ein aserbaidschanischer Judoka. Er gewann 2024 Europameisterschaftssilber.

## Sportliche Karriere
Balabəy Ağayev kämpfte im Juniorenbereich in der Gewichtsklasse bis 55 Kilogramm. 2018 wurde er Dritter der Junioren-Europameisterschaften und Zweiter der Juniorenweltmeisterschaften, wobei er in beiden Fällen hinter seinem Landsmann Rövşən Əliyev lag.
Im Erwachsenenbereich ist die leichteste Gewichtsklasse für Männer die Klasse bis 60 Kilogramm. Seinen ersten großen Erfolg feierte Ağayev im Oktober 2021, als er das Grand-Slam-Turnier in Paris gewann. Bei den Europameisterschaften 2022 in Sofia verlor Ağayev im Viertelfinale gegen den Spanier Francisco Garrigós. Im Kampf um Bronze unterlag er dem Belgier Jorre Verstraeten. Im November 2022 gewann Ağayev sein zweites Grand-Slam-Turnier in Baku. Im Februar 2023 siegte er zum zweiten Mal in Paris. Bei den Europameisterschaften 2024 in Zagreb bezwang Balabəy Ağayev im Viertelfinale seinen Landsmann Turan Bayramov und im Halbfinale den Franzosen Cédric Revol, im Finale unterlag er dem Spanier Garrigós. Bei den Olympischen Spielen 2024 in Paris schied er im Achtelfinale gegen den Südkoreaner Kim Won-jin aus.